# Deon Lendore
Deon Lendore  (né le 28 octobre 1992 à Arima et mort le 10 janvier 2022 au Texas) est un athlète trinidadien, spécialiste du 400 mètres.

## Biographie
Deon Lendore remporte la médaille de bronze du relais 4 × 400 mètres lors des Jeux olympiques d'été de 2012, à Londres, aux côtés de ses compatriotes Ade Alleyne-Forte, Lalonde Gordon et Jarrin Solomon, établissant un nouveau record de Trinité-et-Tobago en 2 min 59 s 40. En individuel, il termine cinquième de sa série en 45 s 81 mais n'accède pas à la finale.
Étudiant à l'Université Texas A&M, il descend pour la première fois de sa carrière sous les 45 secondes au 400 m en juin 2013 en finale des championnats NCAA en établissant le temps de 44 s 94 à Eugene. Quelques jours plus tard, à Port d'Espagne, il remporte son premier titre national sur 400 m en 45 s 29 devant Jarrin Solomon. Lors des championnats du monde de 2013, à Moscou, Deon Lendore est éliminé au stade des demi-finale du 400 m (45 s 47). Il se classe par ailleurs sixième du relais 4 × 400 m en compagnie de ses coéquipiers trinidadiens.
En mars 2014, il bat le record de Trinité-et-Tobago en salle du 400 m en 45 s 03. Auteur de 44 s 90 en avril à Tempe en Arizona, en plein air, il bat de nouveau son record personnel le 18 mai à Lexington en bouclant son tour de piste en 44 s 36.
Le 19 mars 2016, Lendore remporte la médaille de bronze des championnats du monde en salle de Portland sur 400 m en 46 s 18, loin derrière le Tchèque Pavel Maslák (45 s 44) et le Qatari Abdalelah Haroun (45 s 59). Le lendemain, il remporte la médaille de bronze du relais 4 x 400 m en 3 min 05 s 51, derrière les États-Unis (3 min 02 s 45) et les Bahamas (3 min 04 s 75).
Le 3 mars 2018, Deon Lendore termine à l'origine à la 5e place des championnats du monde en salle de Birmingham en 46 s 37. Mais, à la suite de la disqualification du vainqueur Óscar Husillos et du second Luguelín Santos pour obstruction du couloir, il remporte la médaille de bronze. Ces disqualifications feront polémique. Le relais 4 x 400 m finira par ailleurs à la 4e de la course la plus relevée de l'histoire, en 3 min 02 s 52, record national.

### Mort
Deon Lendore meurt dans un accident de la route au Texas le 10 janvier 2022 à l'âge de 29 ans.

## Palmarès
| Date | Compétition                                      | Lieu           | Résultat | Épreuve   | Temps         |
| ---- | ------------------------------------------------ | -------------- | -------- | --------- | ------------- |
| 2009 | Championnats panaméricains juniors               | Port-d'Espagne | 2e       | 4 × 400 m | 3 min 07 s 70 |
| 2011 | Championnats d'Amérique centrale et des Caraïbes | Mayagüez       | 2e       | 4 × 400 m | 3 min 01 s 65 |
| 2011 | Championnats panaméricains juniors               | Miramar        | 2e       | 400 m     | 46 s 50       |
| 2011 | Championnats panaméricains juniors               | Miramar        | 2e       | 4 × 400 m | 3 min 13 s 27 |
| 2012 | Jeux olympiques                                  | Londres        | 3e       | 4 × 400 m | 2 min 59 s 40 |
| 2013 | Championnats du monde                            | Moscou         | 6e       | 4 × 400 m | 3 min 01 s 74 |
| 2016 | Championnats du monde en salle                   | Portland       | 3e       | 400 m     | 46 s 18       |
| 2016 | Championnats du monde en salle                   | Portland       | 3e       | 4 × 400 m | 3 min 05 s 51 |
| 2018 | Championnats du monde en salle                   | Birmingham     | 3e       | 400 m     | 46 s 37       |
| 2018 | Championnats du monde en salle                   | Birmingham     | 4e       | 4 x 400 m | 3 min 02 s 52 |
| 2018 | Jeux du Commonwealth                             | Gold Coast     | 4e       | 4 x 400 m | 3 min 02 s 85 |
| 2019 | Relais mondiaux de l'IAAF                        | Yokohama       | 1er      | 4 x 400 m | 3 min 00 s 81 |
| 2019 | Jeux panaméricains                               | Lima           | 3e       | 4 x 400 m | 3 min 2 s 25  |

## Records
| Épreuve    | Épreuve      | Performance | Lieu            | Date           |
| ---------- | ------------ | ----------- | --------------- | -------------- |
| 400 mètres | En plein air | 44 s 36     | Lexington       | 18 mai 2014    |
| 400 mètres | En salle     | 45 s 03     | College Station | 4 février 2014 |